# Jean-Pascal Beaufreton
Jean-Pascal Beaufreton est un footballeur français évoluant au poste de gardien de but. Il est né le 2 mai 1963 à Brazzaville en République du Congo.

## Biographie
Formé au SCO d'Angers, il termine troisième du championnat d'Europe des -18 ans en 1981 avec l’équipe de France. Lors de son passage à l'ASSE, il prend la succession de Jean Castaneda au poste de gardien de but.

## Carrière de footballeur
- 1983-1987 : Angers (Division 2)
- 1987-1991 : AS Saint-Étienne (Division 1):  64 matchs en équipe première, 70 en équipe réserve
- 1991-1994 : Istres (Division 2)
- 1994-1995: Stade brestois (National)
- 1995-1997: Jeunesse Sportive Saint-Pierroise (La Réunion)

## Carrière de technicien
- 2002-2005 : Angers, entraîneur-adjoint (Ligue 2 et National)
- 2005-2006 : Angers, entraîneur principal (National)
- 2007-2009 :  Guinée, entraîneur des gardiens de la sélection de Guinée sous la direction de Robert Nouzaret.
- 2007-2009 : Football Club de Sète 34, entraîneur des gardiens sous la direction de Thierry Laurey (National)
- 2009-2011 : SO Cholet, entraîneur principal (C.F.A 2).
- 2011-2012 : ES Cazouls-Maraussan-Maureilhan, entraîneur principal de l'équipe première.
- 2013-2014 :  Muaither Sports Club (Qatar),entraîneur des gardiens[1] sous la direction de Ladislas Lozano.
- 2014 - 28 janvier 2015: Football Agglomération Carcassonne, entraîneur principal (Division Honneur)[2],[3].
- Janvier 2015 - 2017: Union sportive Créteil-Lusitanos, entraîneur des gardiens sous la direction de Thierry Froger (Ligue 2)[4],[5]
- Depuis 2017 : Montpellier Hérault Sport Club,